# Хоральна синагога «Бейт-Арес»
Хоральна синагога «Бейт-Арес» — юдейська синагога в Чернівцях. Не збереглася.

## Історія
Хоральна синагога «Бейт-Арес» (нині вул. А.Міцкевича) була збудована на початку XX ст. у мавританському стилі. Будинок кілька разів реконструювали. Хором синагоги керував Пінхас Спектор, який був відомим кантором і музичним педагогом, сам писав єврейську літургійну музику. Після Другої світової війни синагогу закрили, а з 1952 року приміщення пристосували під спортивний зал.